# Dictyonota strichnocera
Dictyonota strichnocera är en insektsart som beskrevs av Franz Xaver Fieber 1844. Dictyonota strichnocera ingår i släktet Dictyonota och familjen nätskinnbaggar. Inga underarter finns listade i Catalogue of Life.